# H&M
H & M Hennes & Mauritz AB (H&M) је шведска мултинационална малопродајна компанија, позната по брзој моди и производњи одеће за мушкарце, жене, тинејџере и децу.

## Историјат
Оснивач компаније H&M био је Швеђанин Ерлинг Персон (1917—2002). Он је 1947. године основао своју прву продавницу одеће у шведском граду Вестеросу. У почетку је продавао само женску одећу, а продавница се звала „Hennes“ што на шведском значи њено (оно што припада њој). Године 1968. Персон је преселио продавницу у просторије трговине зване „Mauritz Widforss“, па је име компаније промењено у „Hennes & Mauritz“, тј. скраћено H&M. Инспирацију за отварање трговине нашао је када је након Другог светског рата путовао у САД где је био импресиониран њиховим продавницама с великим прометом.
Персонов власнички удео у компанији H&M наследио је његов син Стефан Персон, чије се богатство данас процењује на 30 милијарди долара. H&M данас има преко 2500 трговина и други је највећи продавач одеће у свету.
H&M продавнице постоје у 53 земље света, а од 2013. године у њој је запослено око 116.000 људи. Према подацима из августа 2012. године, постоји укупно 2.629 продавница H&M у свету. Тиме заузима друго место на листи највећих ланаца трговине одећом, одмах иза шпанског Индитекса (матично ЗАРА).
Дизајнерски тим компаније се налази у Шведској и управља производњом, планирањем робе и утврђивањем спецификација. Сама производња се врши на више од 800 места широм Европе и Азије, где је радна снага јефтинија.

## Локације
Број H&M продавница 2013:
| Африка: - Јужна Африка 21 - Египат 17 - Мароко 15 | Азија: - Кина 114 (сам Хонгконг има 13) - Јапан 42 - Саудијска Арабија 19 - Израел 13 - УАЕ 12 - Малезија 9 - Тајланд 9 - Либан 6 - Јужна Кореја 6 - Сингапур 5 - 2013 - Кувајт 4 - Бахреин 4 - Катар 4 - Јордан 2 - Оман 2 - Филипини 1 (2014) | Европа: - Њемачка 414 - Уједињено Краљевство 213 - Шведска 173 - Француска 168 - Шпанија 132 - Холандија 121 - Пољска 105 - Норвешка 104 - Данска 90 - Италија 87 - Швајцарска 80 - Аустрија 66 - Белгија 66 - Финска 47 - Русија 52 - Чешка 36 - Мађарска 35 - Румунија 28 - Португалија 25 - Грчка 22 - Турска 21 - Ирска 19 - Словачка 17 - Бугарска 15 - Белорусија 15 - Хрватска 15 - Словенија 13 - Србија 12 - Луксембург 10 - Естонија 7 - Летонија 5 - Литванија 4 - Црна Гора 4 - Албанија 4 - Босна и Херцеговина 1 | Америка: - Сједињене Државе 433 - Канада 108 - Мексико 19 (2 нове продавнице у 2014) - Чиле 39 Океанија: - Аустралија 34 |